# Ogcodes gibbosus
Ogcodes gibbosus este o specie de muște din genul Ogcodes, familia Acroceridae. A fost descrisă pentru prima dată de Linnaeus în anul 1758. Conform Catalogue of Life specia Ogcodes gibbosus nu are subspecii cunoscute.